# Hormone de croissance

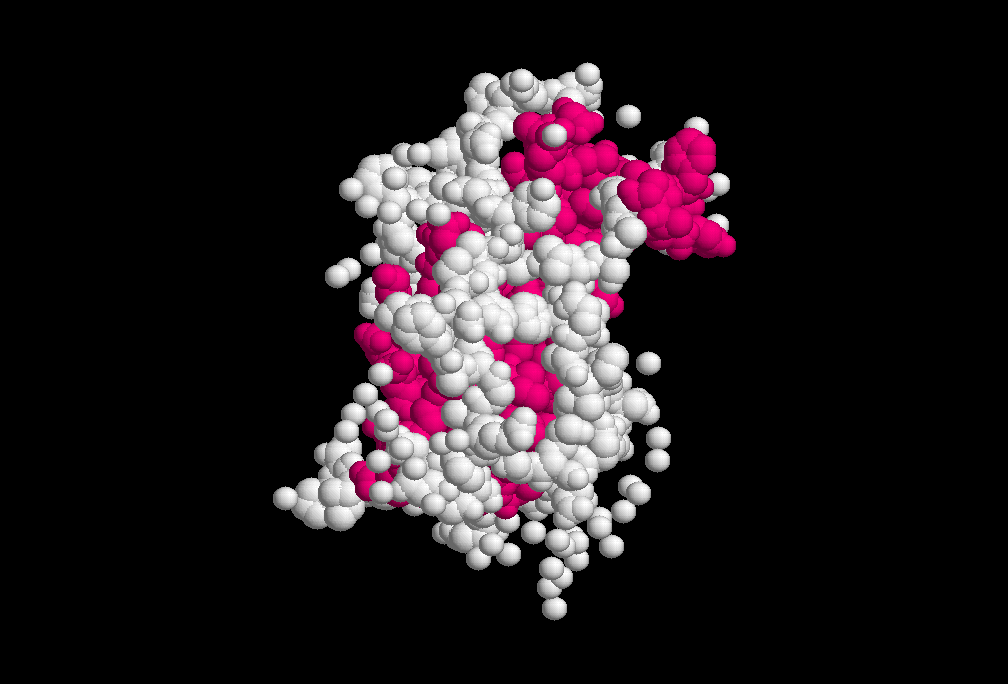
Molécule de somatotropine.

Pour l’article homonyme, voir Somatotropine bovine.
L'hormone de croissance (ou somatotrophine, somatotropine ou  somatropine), est une hormone polypeptidique sécrétée par les cellules somatotropes de la partie antérieure de l'hypophyse. Elle stimule la croissance et la reproduction des cellules chez les humains et les autres vertébrés.
Chez l'humain, c'est un polypeptide de 191 acides aminés, proche chimiquement de la prolactine et de l'hormone lactogène placentaire humaine.
Diverses pathologies sont liées à cette hormone : nanisme (en cas de déficit de sécrétion), gigantisme et acromégalie (en cas d'excès de sécrétion). L'administration de l'hormone constitue un traitement du nanisme.

## Terminologie
Cette hormone, souvent dénommée GH, de l'anglais : Growth Hormone, est aussi dite somatotropine (ST), en particulier pour l'hormone bovine (bST) utilisée, hors d'Europe, pour stimuler la production laitière des vaches. On la trouve aussi parfois sous le nom de somathormone (STH), ou hormone somatotrope.
Il existe une spécificité pour chaque espèce animale ; pour la forme humaine de l'hormone, ces sigles sont généralement précédés de la lettre 'h' (ex. : hGH ou hSTH). Pour la forme bovine, c'est la lettre 'b' qui est utilisée.

## Structure et gène de la molécule de l'hormone humaine de croissance
L'expression de l'hormone de croissance se fait via deux gènes situés sur le Chromosome 17 humain : GH1 et GH2
La forme majoritaire (75-85 %) de la GH humaine est un polypeptide de 191 acides aminés (22 kDa de masse molaire) comprenant deux ponts disulfures.
Une forme minoritaire (environ 5-10 %) est un polypeptide de 176 acides aminés (20 kDa) dérivant du même gène que la hGH 22 kDa par épissage alternatif de son exon 3 entraînant la perte des acides aminés 32-46.
Une partie de ces molécules (environ 10 %) forment des homo-(22-22, 20-20) ou hétérodimères (20-22) associés de manière covalente (ponts disulfures) ou non covalente.
La forme monomère de la GH est plus efficace que sa forme d'oligomère (mais les deux types sont présents dans la circulation).
La hGH a une demi-vie de 20 à 30 minutes.

## Sécrétion d'hormone de croissance

### Valeurs normales et facteurs de sécrétion
La concentration plasmatique basale est faible chez l'adulte (1 à 4 ng/ml), plus élevée chez l'enfant (environ 10 ng/ml) et plus encore chez le nouveau-né (de 30 à 70 ng/ml).
La sécrétion de l'hormone de croissance par l'adénohypophyse est « pulsatile » selon un cycle nycthéméral, avec :
- des pics nocturnes, après l'endormissement (lors des phases de sommeil lent profond, où la concentration monte à 12 ng/ml environ chez l'adulte) ;
- des pics diurnes, spontanés ou favorisés par différents stimuli : stress, effort physique, hypoglycémie (ex. : augmentation très importante et rapide après injection d'insuline) ou progressive (jeûne), froid, traumatisme chirurgical, perfusion de certaines molécules (arginine[2], DOPA).

### Régulation
La régulation de cette sécrétion est assurée par des hormones hypothalamiques.
La somatolibérine ou GHRH (Growth Hormone Releasing Hormone) stimule la sécrétion de GH et la somatostatine ou GHIH (Growth Hormone Inhibiting Hormone) l'inhibe. La somatolibérine est stimulée par l'hypoglycémie, le sommeil profond, le stress et l'exercice. La sécrétion pulsatile de GH est due à l'alternance de sécrétion de GHRH et GHIH. Il existe également un rétrocontrôle négatif par la GH sur ces hormones hypothalamiques. On peut observer d'autres variations du rythme de sécrétion de la GH au cours de la vie, notamment une diminution de sécrétion avec l'âge.

## Fonctions de l'hormone de croissance
Comme la plupart des hormones peptidiques, l'hormone de croissance agit en se fixant sur un récepteur spécifique à la surface des membranes plasmiques.

### Métabolisme
Les effets de l'hormone de croissance sont de type anabolique et touchent tous les métabolismes :
- métabolisme protéique : anabolisme protéique.
L'hormone de croissance est nécessaire pour la croissance normale et la synthèse des protéines. Elle agit à divers niveaux du métabolisme des acides aminés (AA), en positivant le bilan azoté : augmentation du transport des AA à travers la membrane cellulaire, diminution de la quantité d'AA libres dans le plasma, diminution du catabolisme des AA, augmentation de l'activité RNA-messager dans les ribosomes ;
- métabolisme lipidique : mobilisation des réserves lipidiques.
Elle augmente la quantité d'acides gras libres dans le plasma (utilisés à des fins énergétiques) ;
- métabolisme des glucides.
Elle élève la glycémie (action « diabétogène ») : une prise simultanée de glucides entraîne une hyperglycémie. Elle inhibe l'oxydation des glucides dans les tissus.

La GH agit sur le foie et stimule la production d'IGF (Insulin-like growth factor). L'hormone de croissance a une action lipolytique (mobilisation des graisses), hyperglycémiant et diabétogène, elle stimule la chondrogénèse et l'ostéogénèse par l'intermédiaire de l'IGF, et est antinatriurétique.

### Croissance
Un élément clé de la croissance est le facteur de libération de l'hormone de croissance ou le facteur de régulation de la croissance (GH-RF ou GRF). Ce messager chimique est produit dans une partie du cerveau appelée hypothalamus. Le GH-RF permet à l'hypophyse (« glande maîtresse » qui intervient dans le processus de croissance) de sécréter l'hormone de croissance, soit la principale hormone responsable de la croissance d'une personne.
La puberté représente l'ensemble des phénomènes physiques, psychiques, affectifs qui caractérise le passage de l'état d'enfant à l'état d'adulte aboutissant à la fonction de reproduction. C'est pendant cette période que le taux d'hormones de croissance sécrété naturellement atteint son maximum.

### Reproduction
La GH n'est pas seulement impliquée dans les phénomènes de croissance, elle joue aussi un rôle dans la régulation fine des phénomènes de reproduction aussi bien chez les mammifères mâles que femelles.
Chez le mâle cette hormone a des actions extragonadiques parmi lesquelles on peut citer l'accroissement et le maintien de la taille du pénis, la différenciation des canaux spermatiques chez l'adolescent et la stimulation de la synthèse d'enzymes dans certaines glandes annexes (vésicules séminales et prostate). Cette hormone a aussi des effets sur les fonctions gonadiques parmi lesquelles nous retiendrons la spermatogenèse, la stimulation de la synthèse des androgènes, l'accroissement de la mobilité des spermatozoïdes.
Cette hormone exerce des effets gonadiques chez la femelle parmi lesquels on trouve la stimulation de la synthèse d'hormones stéroïdiennes, l'induction de l'ovulation, le recrutement et la croissance folliculaire, la maturation nucléaire et cytoplasmique de l'ovocyte. Cette hormone exerce aussi des effets extragonadiques sur l'activité sécrétoire des cellules épithéliales du tractus génital féminin, sur la croissance placentaire et sur divers aspects de la lactation.

## Problèmes cliniques: excès ou déficience

### Excès d'hormone de croissance
Un excès d'hormone de croissance (par hyperactivité hypophysaire, tumeur ou défaut d'inhibition par la somatostatine) avant la maturité sexuelle provoque un gigantisme. Un excès acquis après la puberté provoque une acromégalie.
Les manifestations cliniques de l'acromégalie sont des sueurs, céphalées, macroglossie (grosse langue), cyphose, diabète, organomégalie, un gigantisme chez l'enfant, un syndrome du canal carpien (arthrose) chez l'adulte, de l'HTA.
Se manifeste également un syndrome dysmorphique acquis (infiltration des tissus mous) caractérisé par : un gonflement des extrémités, un épaississement des traits du visage, un prognathisme, entre autres.

### Déficience en hormone de croissance
Un manque de GH pendant l'enfance provoque un nanisme harmonieux.
Un déficit en hormone de croissance entraîne une diminution de la masse maigre, une augmentation de la masse grasse, un arrêt de la croissance des cartilages et des os, une tendance dépressive, et une diminution de la résistance à l'effort et au froid. Pour le diagnostiquer, il faut procéder à un test dynamique de stimulation en provoquant une hypoglycémie insulinique. En temps normal, une hypoglycémie provoque une augmentation du taux de GH.

## Indications du traitement par l'hormone de croissance
En France, la HAS reconnait 5 indications pour le traitement par l'hormone de croissance chez les enfants non déficitaires : 
1. La petite taille pour l’âge gestationnel (SGA) n’ayant pas rattrapé leur retard à l’âge de 4 ans. La notion de taille « trop » petite peut être évaluée selon plusieurs critères : les courbes moyennes de croissance de la population, la taille des parents, ou en cas de vitesse de croissance non régulière ; si les médecins suspectent une pathologie liée à l'hormone de croissance, des tests médicaux peuvent être effectués (tests sanguins, ostéodensitométrie, recherches de caryotypes…). En France, pour la HAS, il s’agit d’enfants dont la taille et/ou le poids est inférieur à la moyenne ; 4 300 enfants environ sont traités pour cela en France vers 2010 ;
2. Le syndrome de Turner (près d’un millier d’enfants seraient traités en France vers 2010) ;
3. Le syndrome de Prader-Willi (250 à 400 enfants traités en France vers 2010) ;
4. L’insuffisance rénale chronique (concerne à peine une vingtaine d'enfants en France vers 2010) ;
5. Le déficit en gène SHOX (très peu d’enfants traités dans cette indication vers 2010).

Quelques autres maladies rares peuvent être causes de retard de croissance intra-utérin et retard de croissance de l'enfant.

## Le traitement

### L'injection
Il s'agit d'une injection sous-cutanée journalière, le soir, d'hormones biosynthétiques produites grâce à la technologie de l'ADN recombinant. Les injections peuvent être faites par l'enfant lui-même, ses parents ou bien par une personne extérieure (infirmier) à l'aide d'un stylo injecteur (du même type que ceux parfois utilisés pour les injections d'insuline des personnes diabétiques).

### Les doses
Elles sont déterminées et prescrites par les médecins chargés du suivi de l'enfant. Elles dépendent de nombreux facteurs, comme le poids, la taille, la pathologie, etc. Ce traitement nécessite un suivi régulier, généralement tous les trois à six mois pour surveiller le poids, la taille, ainsi que la bonne tolérance au traitement.

### La prise en charge
En France, le traitement par l'hormone de croissance est pris en charge par la sécurité sociale dans le cadre le l'Affection Longue Durée (ALD). Il existe plusieurs marques selon le laboratoire fournisseur : Genotonorm, Humatrope, Norditropin, Nutropin, Saizen, Zomacton.

### L'efficacité du traitement
Elle est variable. Elle dépend de l'enfant et de la cause du problème de taille. Les effets sont importants dans les cas de déficit en hormone de croissance, le gain est aussi prouvé dans les cas de syndromes de Turner. Pour les cas d'insuffisance rénale, de syndrome de Prader Willi, l'effet de l'hormone de croissance sur la taille adulte est méconnu mais on montre une accélération de la croissance. Pour les cas de petite taille idiopathique (sans déficit en hormone ou autre pathologie, qui ne concerne donc pas la France puisqu'un traitement ne sera pas mis en place a priori), le gain est de 3 à 4 cm à l'âge adulte, avec des réponses très variables suivant l'individu.

## Risques liés au traitement par l'hormone de croissance

### L'affaire française de l'hormone de croissance: contamination par des prions pathogènes

#### Historique
Dans les années 1960, un traitement à base d'hormone de croissance humaine ou « extractive » (hGH : human Growth Hormone) à partir d'hypophyses prélevées sur des cadavres pour être administré aux enfants dont la glande pituitaire (hypophyse) ne sécrète pas ou trop peu d'hormone de croissance — au point que le retard sur la courbe de croissance indique qu'ils ne mesureront qu'au mieux aux alentours d'un mètre 50 à l'âge adulte — est testé plusieurs années aux États-Unis.
Peu à peu, des protocoles de traitement nationaux sont mis en place dans différents pays et plusieurs laboratoires pharmaceutiques internationaux commencent à sous-traiter la collecte d'hypophyses dans de nombreux pays afin d'en extraire et purifier l'hormone de croissance avant de la distribuer dans le monde entier (y compris dans les pays ayant un protocole national).
En 1972, afin de pallier le retard de la France en la matière, le professeur Royer, pédiatre, crée à Paris une unité de soins qui collecte les hypophyses auprès des morgues hospitalières, extrait et purifie l'hormone sous la direction de l'Institut Pasteur, puis la conditionne en ampoules et la distribue sur le territoire national sous la responsabilité de la Pharmacie centrale des Hôpitaux. Le traitement, sans autorisation de mise sur le marché (AMM), est remboursé par la Sécurité sociale.
Créée en 1973, l'association France-Hypophyse, chargée du contrôle de l'attribution des traitements et de la collecte française des hypophyses, réunit en son conseil d'administration pédiatres, pharmaciens, scientifiques et responsables administratifs du ministère de la Santé et de la Caisse nationale d'Assurance-maladie. L'association sera présidée à partir d'octobre 1984 par celui qui en était jusqu'alors secrétaire : Jean-Claude Job, professeur en endocrinologie pédiatrique.
Les hypophyses sont prélevées sur des cadavres par le personnel des services d'anatomopathologie (morgues) des hôpitaux français agréés par le ministère de la Santé. France-Hypophyse y collecte les hypophyses congelées pour les livrer au laboratoire Uria de l'Institut Pasteur, qui en extrait l'hormone et la purifie. Le produit, alors à l'état de poudre, est envoyé à la Pharmacie centrale des Hôpitaux pour y être transformé en solution injectable, conditionné en ampoules, puis distribué.
Cette filière nationale sera complétée par des achats d'hypophyses humaines (matière première) et d'hormones (produit fini industriel) étrangères :
- l'Institut Pasteur gèrera l'importation d'hypophyses étrangères utilisées dans la production nationale française ;
- la Pharmacie centrale sera chargée de l'achat d'hormones industrielles auprès des différents laboratoires pharmaceutiques internationaux en vue de compléter la production nationale, insuffisante au regard des besoins.

Dès 1980, le professeur Luc Montagnier, membre de l'Institut Pasteur, suspecte qu'il y aurait un risque de transmission de maladies neurologiques par l'hormone de croissance extractive : « Il met en garde l'association de Jean-Claude Job contre l'utilisation du cerveau d'une personne morte d'encéphalite aiguë, de tumeur intracrânienne ou de maladie chronique du système nerveux ».
France-Hypophyse édicte en conséquence de nouvelles consignes de prélèvement plus strictes, dont personne ne sait si elles seront réellement respectées par le personnel hospitalier.

#### Période estimée de contamination (1983-1985)
À partir de 1983, pour faire face à une demande accrue en hypophyses que les hôpitaux français ne parviennent pas à satisfaire, des hypophyses bulgares sont importées.
Au printemps 1985, trois cas suspects de maladie de Creutzfeldt-Jakob chez des patients ayant reçu de l'hormone extractive sont signalés aux États-Unis, qui retirent immédiatement l'hormone de croissance d'origine humaine du marché. La France estime tout risque écarté grâce à un nouveau procédé : la purification à l'urée 8M, mise au point par le laboratoire Uria de l'Institut Pasteur.
Le 14 mai 1985, France-Hypophyse prend la décision de traiter tous les lots à l'urée à compter de cette date, précisant que « Les 30 grammes d'hormone conservés par la Pharmacie centrale seront renvoyés à l'Institut Pasteur pour y être retraités, ainsi que les lots ultérieurs ».
La Pharmacie centrale des Hôpitaux (PCH), dirigée par Henri Cerceau, ne rappelle pas les lots non traités à l'urée déjà distribués et continue à écouler ceux encore en sa possession impossibles à purifier à l'urée (car déjà sous forme liquide) : « la pharmacie centrale ne va pas hésiter, elle, à écouler son solde de production. D'abord le reste du lot 85029, soit 7 000 doses composées essentiellement d'hormone extraite d'hypophyses bulgares. Puis, le lendemain même de la réunion du 14 mai, Marc Mollet, le pharmacien chargé au sein de la PCH de la distribution, met en circulation le lot 85031, un mélange de 5 000 doses d'hormone française et bulgare non inactivées à l'urée… comme celles du lot 85040, écoulé, lui, à partir du 29 juillet. Quant au numéro 85050, le dernier lot douteux, il a fait l'objet d'une manipulation incompréhensible. Le 14 mai, selon les instructions de France-hypophyse, un coursier de la Pharmacie centrale apportait au laboratoire du Pr Dray, à l'Institut Pasteur, les 30 grammes de poudre qui devaient être inactivés à l'urée. Et — par quelle aberration ? — il repartait de l'Institut avec 5 grammes d'hormone bulgare non retraitée. Ces 5 grammes seront conditionnés à la PCH pour former les 5 000 doses du lot 85050, distribué jusqu'en février 1986 ». (L'Express, 9 janvier 1997)
La même année, l’hormone de croissance « synthétique » (intégralement fabriquée en laboratoire) remplace définitivement l'hormone extractive aux États-Unis et dans plusieurs autres pays, ce qui ne sera le cas en France qu'en 1988.

#### Procédures judiciaires
Le 2 décembre 1991, la justice française est saisie par la famille d'un adolescent qui suit depuis 1983 un traitement par hormone de croissance et présente les symptômes de la maladie de Creutzfeldt-Jakob.
L'instruction du dossier pénal par la juge d'instruction Marie-Odile Bertella-Geffroy commence dans la foulée. En 1992, un rapport de l'Inspection générale des affaires sociales (IGAS) dénonce « au minimum, le manque de prudence de l'ensemble des acteurs de la chaîne », à savoir l'association France-Hypophyse, l'Institut Pasteur et la Pharmacie centrale des Hôpitaux de Paris. Mme Bertella-Geffroy concentre alors son instruction uniquement sur ces organismes publics, écartant définitivement toute possibilité de contamination par l'industrie pharmaceutique.
Il fut ainsi considéré lors de l'instruction — et par répercussion, par la communauté scientifique — que dans le cas d'un patient français décédé de Creutzfeldt-Jakob dans les années 90, non seulement les registres de distribution des lots ne reflétaient pas la réalité, mais aussi que ses parents (qui faisaient les piqûres d'hormones plusieurs fois par semaine à leur enfant) « se trompaient » en affirmant également que celui-ci avait été traité exclusivement par hormones industrielles, distribuées internationalement par les laboratoires.
Depuis sont survenus quelques cas mondiaux de maladie de Creutzfeldt-Jakob (MCJ = CJD en anglais) chez des patients n'ayant reçu que des hormones industrielles – très rares, la plupart des patients mondiaux ayant reçu des hormones aussi bien nationales qu'industrielles :
En 2013, le cas d'un Américain traité entre 1983 et 1985 par hormone Ares-Serono ayant reçu de la Kabivitrum en 1984 à la suite d'une pénurie d'Ares-Serono, qui venait s'ajouter à celui de 2008 d'un Autrichien traité en 1984-1985 exclusivement par hormone Kabivitrum, a conduit le Center for Disease Control américain (CDC) à estimer dans un rapport du mois d'avril que « l'identification par surveillance passive de deux cas de MCJ chez les receveurs d'hormones de croissance humaines industrielles indique un lien de cause à effet entre l'hormone industrielle et la MCJ, plutôt qu'un simple hasard » (avec le patient français non pris en compte, cela ferait trois) et à affirmer : « le présent rapport évoque la nécessité d'envisager un risque de maladie de Creutzfeldt-Jakob iatrogène chez les personnes ayant reçu des hormones de croissance humaines industrielles ».
Dans ce même rapport, le CDC déplore par ailleurs « manquer de détails suffisants concernant les méthodes de collecte et de production des produits industriels », ce qui n'apparaît pas cohérent avec les rapports et expertises commandés par Mme Bertella-Geffroy durant son instruction (clôturée huit ans auparavant), sur lesquels elle s'appuya afin d'affirmer que les procédés de collecte des hypophyses et de purification de l'hormone dans l'industrie pharmaceutique auraient été nettement supérieurs à ceux des organismes publics français — et supputer ainsi que l'ensemble des contaminations par la MCJ en France leur aurait été imputable.
De surcroît, selon les témoignages du 19 mars 2008 d'Henri Cerceau et Marc Mollet (de la Pharmacie centrale des Hôpitaux) devant la Cour, la France connaissant toujours au printemps 1985 un problème d'approvisionnement en hypophyses humaines, le laboratoire pharmaceutique Novo Nordisk y écoula cette année-là son stock d'hormone extractive devenue invendable dans les pays l'ayant tout juste interdite : « Parquet à Cerceau : Kabi a retiré dès 1985, ces lots. Est-ce que cela a été compensé par d’autres firmes ? Cerceau : Fin avril 85, nous étions assurés que la satisfaction des besoins ne serait pas assurée. Nordisk s’est alors engagé à fournir 30 000 flacons alors que d’habitude, il en fournissait 5 000 /an. Parquet : Nordisk est donc passé de 5 000 à 30 000, il était donc en mesure d’augmenter sa production ? Cerceau : Son dossier AMM a été rejeté aux USA, il se retrouvait donc sur le marché avec de la marchandise en stock. Mollet : Je confirme les dires de Cerceau. Nordisk a eu brutalement des disponibilités, il s’est donc engagé à fournir avec les mêmes qualités ». Même qualité que celle fournie jusqu'alors par l'ensemble des laboratoires pharmaceutiques — c'est-à-dire sans purification à l'urée 8M mise au point par l'Institut Pasteur, exigée par France-Hypophyse à compter du 14 mai.
Deux familles de victimes ayant entamé au début des années 2000 des procédures civiles à l'encontre de l'association France-Hypophyse et/ou l'Institut Pasteur obtiendront gain de cause :
Une condamnation civile de l'Institut Pasteur et de l'association France-Hypophyse au titre du décès d'une patiente montpelliéraine est prononcée par le Tribunal de Grande Instance de Montpellier en juillet 2002 et confirmée en Appel en septembre 2003.
De nouvelles poursuites civiles, engagées à l'encontre de l'Institut Pasteur par une autre famille devant le Tribunal de Grande Instance d'Alès, débouchent sur une condamnation en juin 2006 .
Dans le cadre de la procédure pénale devant le Tribunal de Grande Instance de Paris, une relaxe générale est prononcée en janvier 2009, les poursuites judiciaires s'étant éteintes à l'encontre de l'un des principaux prévenus à la suite de son décès peu avant le délibéré, à l'âge de 86 ans. Le parquet interjette appel contre trois scientifiques ayant travaillé respectivement pour France-Hypophyse, l'Institut Pasteur et la Pharmacie centrale des Hôpitaux. L'un d'eux décède avant le procès en Appel, dont le jugement confirme la relaxe des deux autres.
Deux Prix Nobel (1997 et 2008) — Luc Montagnier (auteur de la note de recommandation de 1980 concernant le traitement par hormone extractive, ayant co-découvert le VIH en 1983) et Stanley Prusiner (Américain ayant identifié la protéine mutante prion responsable de la tremblante du mouton, avant de la mettre en évidence chez l'humain comme agent pathogène de la MCJ en 1985) — ont témoigné en première instance comme en Appel que les connaissances scientifiques de l'époque ne permettaient pas de connaître le risque de maladie de Creutzfeldt-Jakob ni comment s'en prémunir, précisant tous deux qu'ils étaient à l'époque raillés par la communauté scientifique pour leurs suppositions d'alors, malheureusement avérées une décennie plus tard,,.
Le 25 janvier 2016, soit 24 ans après le début de la procédure, le procès en Cassation de l'hormone de croissance se solde par la relaxe définitive des deux médecins encore en vie à l'époque,.

#### Bilan
En 2004, la France comptait 58 % de l'ensemble des cas mondiaux de maladie de Creutzfeldt-Jakob liés à l'hormone de croissance. La durée d'incubation possible très longue de la maladie (jusqu'à au moins 40 ans) rend difficile toute anticipation d'un bilan global.
En décembre 2017, le bilan occasionné par la contamination à l'hormone extractive en France s'élevait à 119 décès, ce qui représentait un peu moins de 49 % des 249 cas mondiaux dus à ce traitement à cette date, le Royaume-Uni en comptant alors 77 et les États-Unis 32.
En effet, alors que le Royaume-Uni continue à recenser très régulièrement de nouveaux cas de Creutzfeldt-Jakob iatrogène liés au traitement par hormone de croissance extractive dans les années 80, il n'y a eu en France qu'un seul cas de MCJ dû à ce type de contamination depuis 2009.
La maladie de Creutzfeldt-Jakob induit une dégénérescence du cerveau extrêmement douloureuse : tremblements, troubles de l'équilibre, de la vision, incapacité à se nourrir et à parler, puis coma - le sujet devenant en moyenne grabataire environ 6 mois après l'apparition des premiers symptômes. Son taux de mortalité est de 100 %. Si de nombreuses découvertes ont été faites sur ses mécanismes, il n'existe à ce jour[Quand ?] aucun traitement efficace pour retarder son évolution.
Pour éliminer ce risque, l'hormone de croissance dite « synthétique » ou « recombinante » est maintenant biosynthétisée par génie génétique.

### Suspicion de légère toxicité de l'hormone biosynthétique recombinante
En France, c'est la seule hormone utilisée depuis 1988. Fin 2010, l'agence des produits de santé (Afssaps) a fait savoir que l'étude épidémiologique européenne SAGhE qui a porté sur près de 7 000 patients a conclu à un risque significatif de surmortalité par rapport à la population générale, avec 93 décès constatés contre 70, chez les patients ayant reçu des hormones de croissance synthétiques pour retard de croissance dans l'enfance, sans toutefois pouvoir prouver un lien de cause à effet. Cette surmortalité correspond à un risque plus élevé d'accidents vasculaires cérébraux (AVC), d'hémorragies et moindrement de tumeurs osseuses. Dans l'attente d'un avis européen, les médecins et malades sont invités à faire un usage prudent de cette hormone recombinée (selon l'étude, le risque de mortalité croît quand les doses dépassent celles recommandées). En France, environ 10 000 patients seraient ainsi traités en 2010. Et, selon Didier Houssin, les doses moyennes délivrées seraient plutôt plus faibles que dans d'autres pays (où ces hormones sont aussi utilisées pour l'alimentation animale). « Il y a une tendance à donner de fortes doses pour les enfants les plus petits », constate le professeur Philippe Lechat, pharmacologue (Afssaps). Les praticiens nord-américains délivreraient plus facilement de fortes doses (>50 µg/kg, surtout pour les enfants les plus petits).
En mai 2011, l'Afssaps précise que selon le CHMP, le rapport bénéfice/risque de l'hormone de croissance recombinante reste favorable, « dans les indications et les dosages prévus dans l'autorisation de mise sur le marché », puis le 19 décembre 2011, l'ANSM indique que l'Agence européenne du médicament (EMA) a également « confirmé ce rapport bénéfice/risque favorable dans les indications et aux doses recommandées par l’AMM », tout en précisant que « des données complémentaires de morbimortalité » issues de l'étude paneuropéenne SAGhE sont attendues pour fin 2012.
La Haute Autorité de santé a réévalué en 2011 les traitements par hormones de croissance chez l'enfant non déficitaire (en incluant une évaluation économique), pour un avis annoncé au 29 juillet 2011. En 2012, elle annonce que « au regard de la gravité de l’état de santé des enfants concernés », le remboursement des hormones sera maintenu, mais la HAS rappelle la nécessité de respecter les précautions d’usage et d'une prise en charge globale de ces enfants. La HAS invite aussi « à une réflexion collective sur la qualité de vie des personnes de petite taille, afin de contribuer à changer le regard porté sur eux dans notre société ». L'autorité demande aussi aux médecins d’« arrêter le traitement après 1 an en cas d’absence de réponse au traitement et de réévaluer le traitement après 1 et après 2 ans ».

## Usages non médicaux

### Chez l'humain
Elle est utilisée illégalement en France en tant que dopage ou comme « agent anti-âge ». Par ailleurs, la vente ou la distribution de l'hormone de croissance ayant pour but l'accroissement des performances athlétiques est illégale aux États-Unis. Cette interdiction est mise en œuvre par la Food and Drug Administration. Elle entraîne une diminution de la masse grasse et comporte nombre d'effets secondaires (œdèmes, douleurs articulaires, survenues de diabète, augmentation de la taille des seins chez l'homme…). Elle serait susceptible d'augmenter la masse musculaire mais cet effet reste controversé. Elle ne semble pas augmenter significativement la force musculaire et pourrait même avoir un effet néfaste sur l'endurance. Elle améliorerait les capacités de sprint.
Sa détection est difficile car il faut la différencier de l'hormone de croissance naturellement sécrétée par l'organisme. Le premier test de dépistage à grande échelle a été effectué lors des Jeux olympiques d'Athènes en 2004 et nécessite une prise de sang.
Le 27 février 2011, l'Allemand Patrik Sinkewitz est contrôlé positif à une hormone de croissance recombinante à la suite d'un contrôle sanguin effectué lors du GP Lugano. Il est le premier coureur suspendu à la suite du test de détection de l’hormone de croissance dans le cyclisme et l’un des premiers cas tous sports confondus.

### Chez l'animal
Plusieurs pays autorisent l'utilisation des hormones de croissance pour stimuler la production laitière des bovins. Il s'agit principalement de la somatotropine bovine, un polypeptide composé de 190 ou 191 acides aminés, sécrétée sous quatre formes différentes par les bovins. Certains laboratoires (notamment Monsanto) ont réussi à obtenir par génie génétique une hormone de synthèse, la somatotropine bovine recombinée (rBST). La somatotropine améliore la sécrétion laitière des vaches allaitantes en stimulant notamment la production d'IGF-1, une hormone peptidique composée de 70 acides aminés. En 1999, les pays suivants autorisaient l'emploi de ces hormones dans l'industrie laitière : Afrique du Sud, Algérie, Brésil, Bulgarie, Colombie, Corée, Costa Rica, États-Unis, Honduras, Hongrie, Jamaïque, Kenya, Malaisie, Mexique, Namibie, Pakistan, Pérou, République tchèque, Roumanie, Russie, Slovénie, Turquie, Émirats arabes unis, Ukraine et Zimbabwe.

## Historique
L’identification, la purification puis la synthèse chimique de l’hormone de croissance sont liées à l’œuvre scientifique du biologiste Choh Hao Li. La société Genentech fut la première à distribuer de l'hormone de croissance humaine recombinée pour la thérapie en 1981.
Antérieurement aux recherches sur l’ADN recombiné, on ne pouvait obtenir l’hormone de croissance nécessaire aux soins qu'en l’extrayant de la glande pituitaire de cadavres. Plusieurs tentatives pour fabriquer de l'hormone de croissance humaine avaient échoué, et la faiblesse des ressources entraînait la restriction des traitements aux cas les plus graves de nanisme, l’hormone de croissance d’autres espèces de primates s’avérant inopérante chez l’être humain.